# Rien n'est trop beau
Pour plus de détails, voir Fiche technique et Distribution.
Rien n'est trop beau (The Best of Everything) est un film américain réalisé par Jean Negulesco et sorti en 1959.

## Synopsis
Au siège d’un magazine new-yorkais, des luttes intestines opposent la rédactrice en chef Amanda Farrow, une femme vieillissante et aigrie, à ses jeunes assistantes. Tandis qu’elle délaisse sa fonction pour épouser un veuf, c’est la maîtresse de l’éditeur Mike Rice, l’ambitieuse secrétaire Caroline Bender, qui est nommée à sa place. Mais la vie de femme au foyer ne convient pas à Amanda et elle décide de reprendre ses activités...

## Fiche technique
- Titre : Rien n'est trop beau
- Titre original : The Best of Everything
- Réalisation : Jean Negulesco
- Scénario : Edith Sommer[1], Mann Rubin, d’après le roman de Rona Jaffe (The Best of Everything, 1958)
- Musique : Alfred Newman
- Directeur de la photographie : William C. Mellor
- Décors : Mark-Lee Kirk (en), Jack Martin Smith, Lyle R. Wheeler
- Costumes : Adele Palmer
- Montage : Robert L. Simpson
- Production : Jerry Wald
- Sociétés de production : Twentieth Century Fox, The Company of Artists
- Société de distribution : Twentieth Century Fox
- Pays de production :  États-Unis
- Langue de tournage : anglais
- Format : couleur par DeLuxe — 2.35:1 CinemaScope — son 4 pistes stéréo (Westrex Recording System) — 35 mm
- Genre : comédie dramatique
- Durée : 121 minutes
- Date de sortie : États-Unis : 9 octobre 1959
- Affiche : Boris Grinsson (France)

## Distribution
- Joan Crawford : Amanda Farrow
- Stephen Boyd : Mike Rice
- Hope Lange : Caroline Bender
- Louis Jourdan : David Savage
- Diane Baker : April Morrison
- Suzy Parker : Gregg Adams
- Martha Hyer : Barbara Lamont
- Brian Aherne : Fred Shalimar

## Distinctions
- Oscars du cinéma 1960 : 
  - Adele Palmer nommée pour l'Oscar de la meilleure création de costumes
  - Sammy Cahn (paroles) et Alfred Newman (musique) nommés pour l’Oscar de la meilleure chanson originale (The Best of Everything)